# Gözde Çığacı

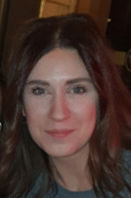
Gözde Çığacı

Gözde Çığacı (* 17. Oktober 1991 in Istanbul) ist eine türkische Schauspielerin.

## Leben und Karriere
Çığacı wurde am 17. Oktober 1991 in Istanbul geboren. Sie studierte an der Kocaeli Üniversitesi. Ihr Debüt gab sie 2012 in der Fernsehserie Muhteşem Yüzyıl. Von 2011 bis 2012 spielte sie in der Serie Kuzey Güney mit. Außerdem wurde Çığacı 2019 für die Serie Yüzleşme gecastet.
2020 heiratete sie Tümer Gülümserler. Das Paar ließ sich 2021 scheiden. Zwischen 2022 und 2023 war sie in der Serie Balkan Ninnisi zu sehen.

## Filmografie
Filme
- 2014: Unutursam Fısılda
- 2018: Güven

Serien
- 2011–2012: Muhteşem Yüzyıl
- 2011–2013: Kuzey Güney
- 2013–2014: Bugünün Saraylısı
- 2014–2015: Yılanların Öcü
- 2016: Kördüğüm
- 2017: Çember
- 2017: Ateşböceği
- 2018: Dudullu Postası
- 2019: Yüzleşme
- 2019: Bir Aile Hikayesi
- 2020–2021: Sefirin Kızı
- 2022–2023: Balkan Ninnisi